# Irak al-Manszija
Irak al-Manszija (arab. عراق المنشية) – nieistniejąca już arabska wieś, która była położona w Dystrykcie Gazy w Mandacie Palestyny. Wieś została wyludniona i zniszczona podczas I wojny izraelsko-arabskiej (al-Nakba), po ataku Sił Obronnych Izraela w dniu 1 marca 1949.

## Położenie
Irak al-Manszija leżała na pograniczu wzgórz Szefeli z nadmorską równiną. Według danych z 1945 do wsi należały ziemie o powierzchni 17 901 ha. We wsi mieszkało wówczas 2 220 osób.
| własność gruntów | powierzchnia gruntów (hektary) |
| ---------------- | ------------------------------ |
| Arabowie         | 13 838                         |
| Żydzi            | 3 468                          |
| publiczne        | 595                            |
| Razem            | 17 901                         |

| Rodzaj użytkowanych gruntów | Arabowie (hektary) | Żydzi (hektary) |
| --------------------------- | ------------------ | --------------- |
| uprawy nawadniane           | 53                 | 0               |
| uprawy zbóż                 | 13 463             | 3 433           |
| nieużytki                   | 748                | 0               |
| zabudowane                  | 169                | 35              |

## Historia
W 1596 Irak al-Manszija była małą wsią z populacją liczącą 61 mieszkańców, którzy płacili podatki z upraw pszenicy, jęczmienia, oraz hodowli kóz i pszczół.
W okresie panowania Brytyjczyków Irak Suwajdan rozwijała się jako duża wieś. Były tutaj dwa meczety. W 1934 otworzono szkołę podstawową dla chłopców, w której w 1945 uczyło się 201 uczniów. W 1942 odsprzedano część ziemi żydowskiej organizacji syjonistycznej. W ten sposób powstał sąsiedni kibuc Gat.
Podczas I wojny izraelsko-egipskiej w maju 1948 wieś zajęły wojska egipskie. W październiku Izraelczycy przeprowadzili operację Jo’aw, w wyniku której około 4 tys. egipskich żołnierzy zostało otoczonych w tzw. „worku Faluja” (rejon wiosek al-Faludża i Irak al-Manszija). Zawarte 24 lutego 1949 izraelsko-egipskie zawieszenie broni umożliwiło Egipcjanom wycofanie swoich wojsk z okrążenia, natomiast obszar „worka Faluja” miał przejść pod kontrolę izraelską. W dniu 26 lutego egipska brygada swobodnie wycofała się w kierunku półwyspu Synaj, a 1 marca obie wioski zostały zajęte przez Izraelczyków. Doszło wówczas do naruszenia warunków zawieszenia broni, ponieważ izraelscy żołnierze zaczęli zmuszać arabską ludność cywilną do opuszczenia wiosek. Mediator ONZ Ralph Bunche raportował, że zastraszanie cywilów obejmowało przypadki pobicia, kradzieże i usiłowania dokonania gwałtu. Z tego powodu wszyscy mieszkańcy do 22 kwietnia opuścili swoje wioski, a 27 kwietnia Izraelczycy przystąpili do wyburzania domów.

## Miejsce obecnie
Na gruntach należących do Irak al-Manszija powstało w 1955 miasto Kirjat Gat, natomiast ziemie uprawne przejął kibuc Gat oraz utworzony w 1956 moszaw Sede Mosze.
Palestyński historyk Walid Chalidi, tak opisał pozostałości wioski Irak al-Manszija: „Po wsi pozostały jedynie ślady ulic z rozrzuconymi kaktusami”.